# W Motors Fenyr Supersport
Der Fenyr Supersport ist nach dem Lykan HyperSport das zweite Fahrzeug des 2012 im Libanon gegründeten Automobilherstellers W Motors. Der Sitz des Unternehmens ist in Dubai.

## Geschichte
Das Fahrzeug wurde erstmals als Konzeptfahrzeug auf der Dubai International Motor Show im November 2015 der Öffentlichkeit gezeigt. Zwei Jahre später wurde das Serienmodell ebenfalls in Dubai präsentiert. 25 Fahrzeuge des Mittelmotor-Supersportwagens sollen gebaut werden. Der Name des Supersportwagens stammt vom Fenriswolf ab, einem Wolf in der nordischen Mythologie.

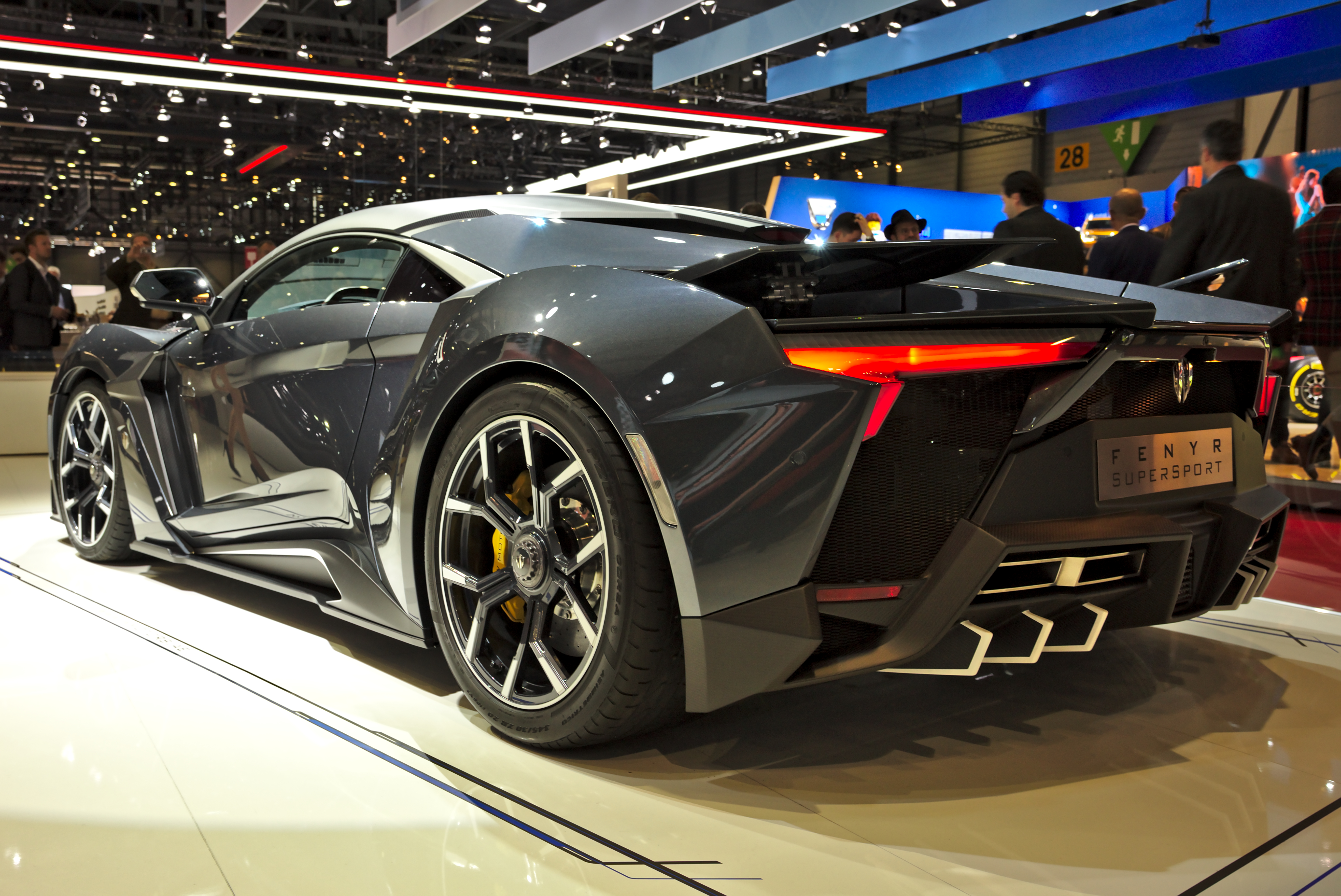
Heckansicht
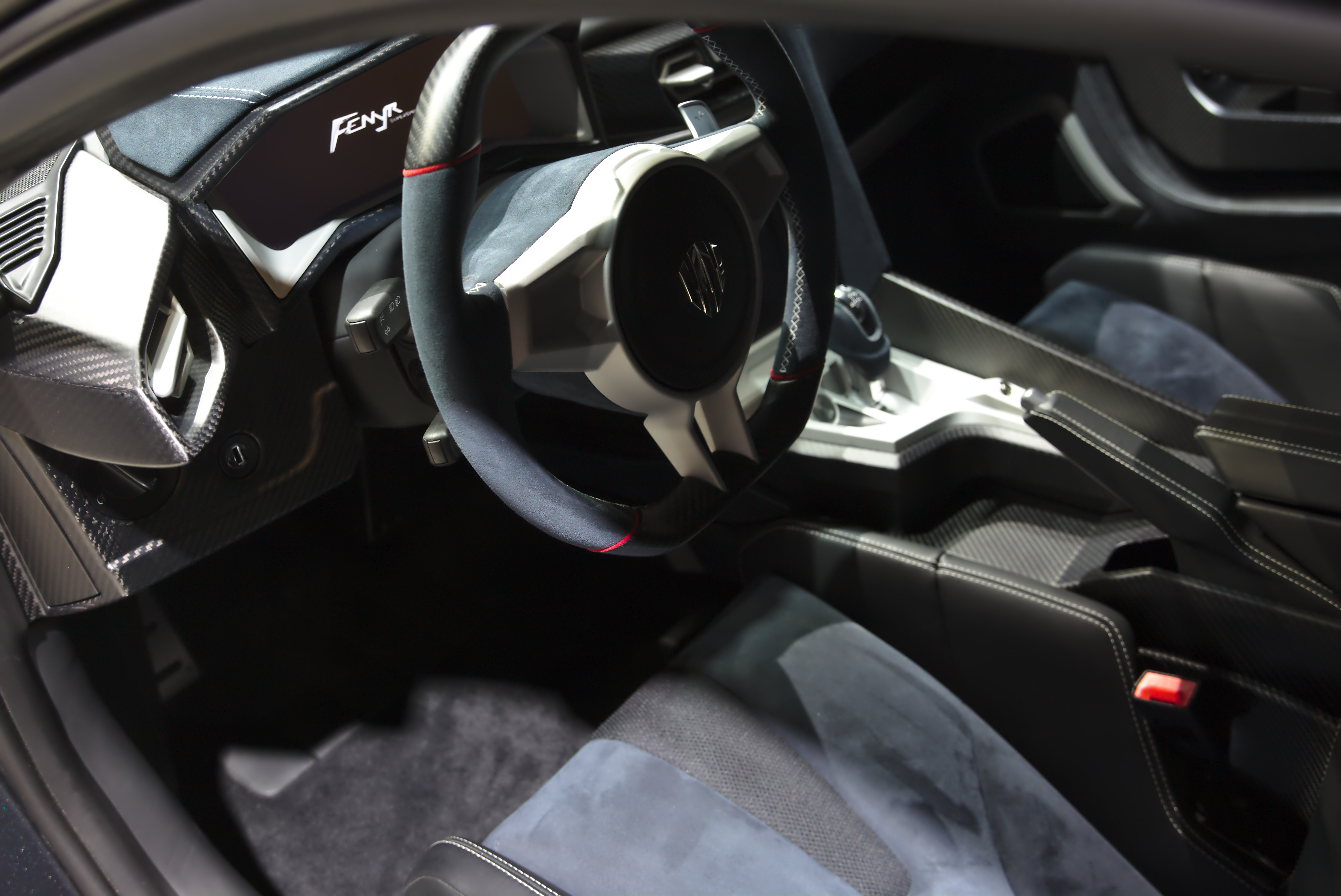
Innenansicht
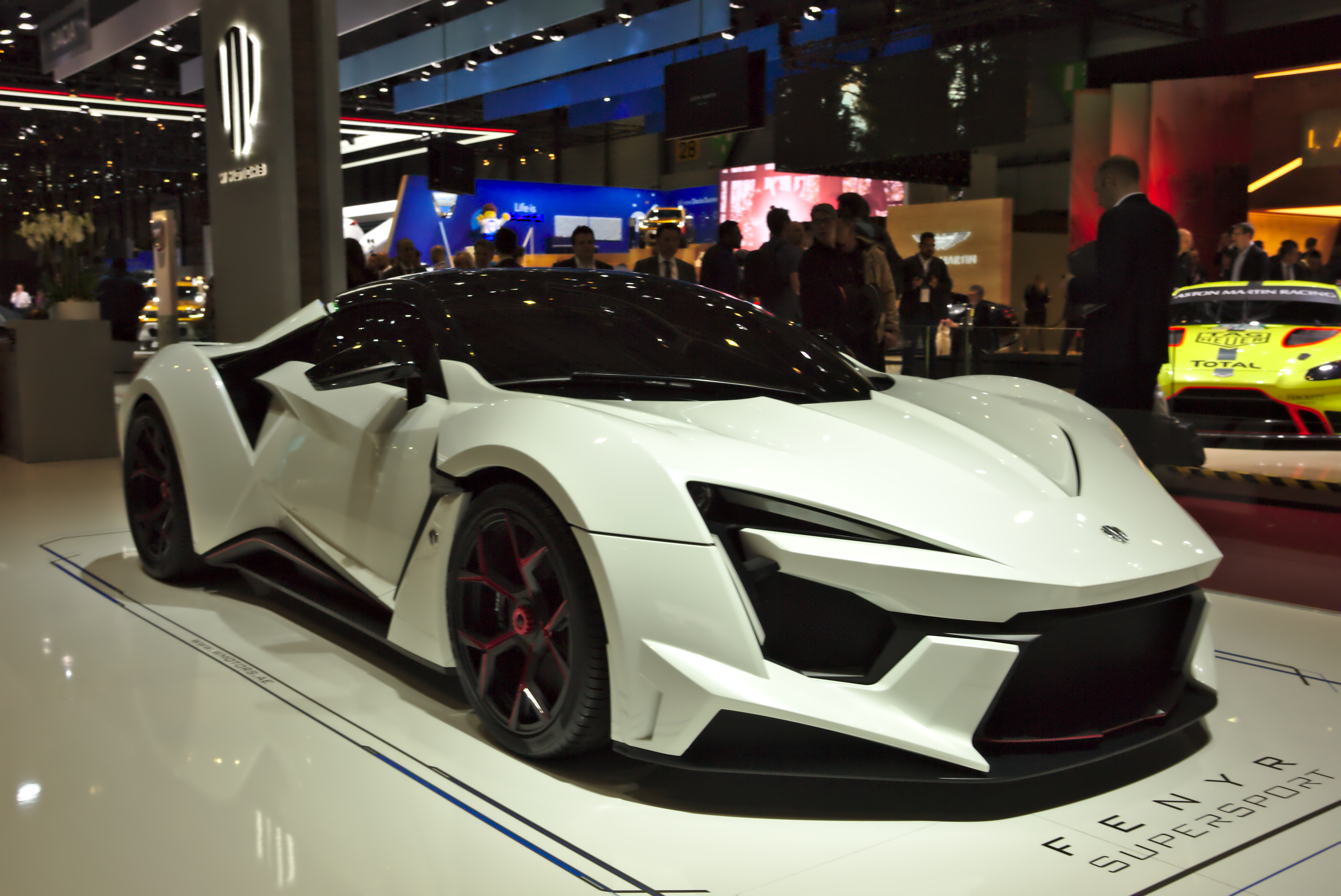
Fenyr Supersport Concept

## Technische Daten
Den Antrieb in dem Supersportwagen übernimmt ein 596 kW (810 PS) starker 3,8-Liter-Boxermotor des deutschen Herstellers Ruf, die Karosserie besteht aus kohlenstofffaserverstärktem Kunststoff („Carbon“).
|                                             | Fenyr Supersport               |
| Bauzeitraum                                 | Seit 2017                      |
| Motorkenndaten                              |                                |
| Motortyp                                    | Sechszylinder-Boxermotor       |
| Hubraum                                     | 3800 cm³                       |
| Max. Leistung bei min−1                     | 596 kW (810 PS) / 7100         |
| Max. Drehmoment bei min−1                   | 980 Nm / 4000                  |
| Kraftübertragung                            |                                |
| Antrieb                                     | Hinterradantrieb               |
| Getriebe, serienmäßig                       | 7-Gang-Doppelkupplungsgetriebe |
| Messwerte                                   |                                |
| Höchstgeschwindigkeit                       | 400 km/h                       |
| Beschleunigung, 0–100 km/h                  | 2,8 s                          |
| Beschleunigung, 0–200 km/h                  | 9,4 s                          |
| Kraftstoffverbrauch auf 100 km (kombiniert) | 13,5 l Super                   |
| CO2-Emissionen (kombiniert)                 | 311 g/km                       |